# Autumn Phillips
Autumn Patricia Phillips (született Autumn Patricia Kelly, Montréal, 1978. május 3. –) Peter Phillips felesége, aki Anna hercegnő fia és II. Erzsébet legidősebb unokája.

## Élete
Autumn Patricia Philips Montréalban, Québecben született. Ikertestvére Christopher Philips. Bátyjuk Kevin Philips. A szülők elváltak, amikor Autumn nyolcéves volt, majd az anyja férjhez ment egy pilótához, Ron Magas-hoz, apjuk szintén megházasodott, két gyermekük született, Jessica és Patrick.
Autumn a Pointe-Claire negyedben élt, ahol egy római katolikus általános iskolába járt, majd a Szent Tamás Középiskolába. Kiválóan sportolt. A McGill Egyetemre járt, amely idő alatt modellkedett, színészkedett, az 1996-os Rainbow filmben szerepelt, részt vett a Tigrette Number 3-ban és később a Szirénák televíziós sorozatában. Autumn 2002-ben diplomázott a McGill-en, majd pályaválasztási tanácsadóként kezdett el dolgozni.
Miután 2002-ben végzett a McGill Egyetemen, Kelly találkozott Peter Phillips-szel. 2007 júliusában jelentették be az esküvőjüket, és 2008. május 17-én házasodtak össze a Windsori kastélyban, a Szent György kápolnában. Két lányuk van, Savannah és Isla. A család Londonban él.
2010. december 29-én született első gyermekük, Savannah Phillips, aki II. Erzsébet első dédunokája és apja után a 15. helyet foglalja el a trónöröklési sorrendben. 2012. március 29-én megszületett Isla jelenleg a 16. helyen áll a brit trónöröklési sorrendben.